# 大森敬仁
大森 敬仁（おおもり たかひと、1980年1月29日 - ）は、日本のテレビドラマ・映画プロデューサー。愛媛県大洲市出身。

## 経歴・プロフィール
愛媛県立八幡浜高等学校卒業。渡米し、カリフォルニア州立大学ロングビーチ校で映画学を専攻。
カリフォルニア州立大学ロングビーチ校映画学科を卒業。
日本に帰国し、2003年に東映へ入社。翌年の2004年に『はぐれ刑事純情派 第17シーズン』でプロデューサー補を担当。2005年の『仮面ライダー響鬼』でプロデューサー補を務めて以降、特撮ヒーロー番組に関わる機会が多くなり、2008年の『仮面ライダーキバ』でプロデューサーに昇格した。日笠淳、白倉伸一郎、武部直美、宇都宮孝明の下で携わるようになる。2013年のスーパー戦隊シリーズ『獣電戦隊キョウリュウジャー』では初のチーフプロデューサーを務める。
2024年3月31日、東映を退社したことを自身のTwitterで発表した。今後もプロデュース業務は続けるとしている。

## エピソード
- 『獣電戦隊キョウリュウジャー』では、脚本の三条陸や監督の坂本浩一とは考え方が同じであったため迷走することはなかったと述べている[4]。監督の1人である渡辺勝也は、大森は脚本打ち合わせで作品の方向性を述べ、それを守れば表現などは脚本や監督の裁量に任せてくれていたと証言している[7]。
- 特撮ヒーロー作品に多く関わるが、入社するまで東映が特撮ヒーローを製作しているとは知らなかった[8]。入社後に『仮面ライダー555』を視聴し、担当時には「今東映で一番おもしろいことがやれる」部署だと思ったという。

## 主な作品

### テレビドラマ
- はぐれ刑事純情派 第17シーズン（2004年 - 2005年） - プロデューサー補
- Answer〜警視庁検証捜査官（2012年） - プロデューサー
- フジテレビ開局60周年特別企画 大奥 最終章（2019年） - プロデューサー
- ザ・ハイスクール ヒーローズ（2021年） - プロデューサー[9]
- 管理官キング（2022年） - プロデューサー
- 天久鷹央の推理カルテ（2025年）- 企画協力

### 特撮テレビドラマ
- 仮面ライダーシリーズ
  - 仮面ライダー響鬼（2005年 - 2006年） - プロデューサー補
  - 仮面ライダー電王（2007年 - 2008年） - プロデュース補
  - 仮面ライダーキバ（2008年 - 2009年） - プロデュース
  - 仮面ライダーディケイド（2009年） - 共同プロデュース（第24・25話のみ）
  - 仮面ライダードライブ（2014年 - 2015年） - チーフプロデューサー
  - 仮面ライダーゴースト（2015年 - 2016年） - プロデュース協力 （第49話のみ）、「仮面ライダーエグゼイド」プロデュース（第50話のみ）
  - 仮面ライダーエグゼイド（2016年 - 2017年） - チーフプロデューサー[10]
  - 仮面ライダービルド（2017年 - 2018年） - チーフプロデューサー
  - 仮面ライダーゼロワン（2019年 - 2020年） - チーフプロデューサー[11]
- スーパー戦隊シリーズ
  - 轟轟戦隊ボウケンジャー（2006年 - 2007年） - プロデューサー補
  - 侍戦隊シンケンジャー（2009年 - 2010年） - プロデュース
  - 天装戦隊ゴセイジャー（2010年 - 2011年） - プロデュース
  - スーパー戦隊VSシリーズ劇場（2010年）  - プロデューサー
  - 海賊戦隊ゴーカイジャー（2011年 - 2012年） - プロデューサー
  - 獣電戦隊キョウリュウジャー（2013年 - 2014年） - チーフプロデューサー
  - 王様戦隊キングオージャー（2023年 - 2024年） - チーフプロデューサー

#### テレビスペシャル
- 手裏剣戦隊ニンニンジャーVS仮面ライダードライブ 春休み合体1時間スペシャル（2015年） - チーフプロデューサー

### 映画
- 仮面ライダーシリーズ
  - 劇場版 仮面ライダー響鬼と7人の戦鬼（2005年） - プロデューサー補
  - 劇場版 仮面ライダー電王 俺、誕生!（2007年） - プロデュース補
  - 仮面ライダー THE NEXT（2007年） - プロデューサー補
  - 劇場版 仮面ライダー電王&キバ クライマックス刑事（2008年） - プロデュース
  - 劇場版 仮面ライダーキバ 魔界城の王（2008年） - プロデュース
  - 劇場版 さらば仮面ライダー電王 ファイナル・カウントダウン（2008年） - プロデュース
  - 仮面ライダー×仮面ライダー ドライブ&鎧武 MOVIE大戦フルスロットル（2014年） - チーフプロデューサー
  - 劇場版 仮面ライダードライブ サプライズ・フューチャー（2015年） - チーフプロデューサー
  - 仮面ライダー×仮面ライダー ゴースト&ドライブ 超MOVIE大戦ジェネシス（2015年） - チーフプロデューサー
  - 仮面ライダー1号（2016年）- プロデュース
  - 劇場版 仮面ライダーゴースト 100の眼魂とゴースト運命の瞬間（2016年） - 「仮面ライダーエグゼイド」プロデュース協力
  - 仮面ライダー平成ジェネレーションズ Dr.パックマン対エグゼイド&ゴーストwithレジェンドライダー（2016年） - チーフプロデューサー
  - 劇場版 仮面ライダーエグゼイド トゥルー・エンディング（2017年） - チーフプロデューサー
  - 仮面ライダー平成ジェネレーションズ FINAL ビルド&エグゼイドwithレジェンドライダー（2017年） - チーフプロデューサー
  - 劇場版 仮面ライダービルド Be The One（2018年） - チーフプロデューサー
  - 平成仮面ライダー20作記念 仮面ライダー平成ジェネレーションズ FOREVER（2018年） - プロデュース
  - 劇場版 仮面ライダージオウ Over Quartzer（2019年） - 『仮面ライダーゼロワン』プロデュース協力
  - 仮面ライダー 令和 ザ・ファースト・ジェネレーション（2019年） - チーフプロデューサー
  - 劇場版 仮面ライダーゼロワン REAL×TIME（2020年） - チーフプロデューサー
- スーパー戦隊シリーズ
  - 轟轟戦隊ボウケンジャー THE MOVIE 最強のプレシャス（2006年） - プロデューサー補
  - 侍戦隊シンケンジャー 銀幕版 天下分け目の戦（2009年） - プロデュース
  - 侍戦隊シンケンジャーVSゴーオンジャー 銀幕BANG!!（2010年） - プロデュース
  - 天装戦隊ゴセイジャー エピックON THEムービー（2010年） - プロデュース
  - 天装戦隊ゴセイジャーVSシンケンジャー エピックon銀幕（2011年） - プロデュース
  - ゴーカイジャー ゴセイジャー スーパー戦隊199ヒーロー大決戦（2011年） - プロデューサー
  - 海賊戦隊ゴーカイジャー THE MOVIE 空飛ぶ幽霊船（2011年） - プロデューサー
  - 劇場版 獣電戦隊キョウリュウジャー ガブリンチョ・オブ・ミュージック（2013年） - チーフプロデューサー
  - 獣電戦隊キョウリュウジャーVSゴーバスターズ 恐竜大決戦! さらば永遠の友よ（2014年） - チーフプロデューサー
  - 映画 王様戦隊キングオージャー アドベンチャー・ヘブン（2023年） - チーフプロデューサー[12]
- 海賊戦隊ゴーカイジャーVS宇宙刑事ギャバン THE MOVIE（2012年） - プロデューサー
- ぼくが処刑される未来（2012年） - プロデューサー
- 恋する歯車（2013年） - チーフプロデューサー
- スーパーヒーロー大戦シリーズ
  - 仮面ライダー×スーパー戦隊×宇宙刑事 スーパーヒーロー大戦Z（2013年） - プロデュース協力
  - 平成ライダー対昭和ライダー 仮面ライダー大戦 feat.スーパー戦隊（2014年） - プロデュース
  - スーパーヒーロー大戦GP 仮面ライダー3号（2015年）- プロデュース
  - 仮面ライダー×スーパー戦隊 超スーパーヒーロー大戦（2017年） - プロデュース
- 俺たち賞金稼ぎ団（2014年） - チーフプロデューサー
- GOZEN-純恋の剣-（2019年） - プロデュース

### オリジナルビデオ
- 轟轟戦隊ボウケンジャーVSスーパー戦隊（2007年） - プロデューサー補
- 帰ってきた侍戦隊シンケンジャー 特別幕（2010年） - プロデューサー
- 帰ってきた天装戦隊ゴセイジャー last epic（2011年） - プロデューサー
- 海賊戦隊ゴーカイジャー キンキンに!ド派手に行くぜ!36段ゴーカイチェンジ!!（2011年） - チーフプロデューサー
- 帰ってきた獣電戦隊キョウリュウジャー 100 YEARS AFTER（2014年） - チーフプロデューサー
- ドライブサーガ（2016年） - チーフプロデューサー
  - 仮面ライダーチェイサー
  - 仮面ライダーマッハ/仮面ライダーハート
- 仮面ライダーエグゼイド トリロジー アナザー・エンディング（2018年） - チーフプロデューサー
  - 仮面ライダーブレイブ&仮面ライダースナイプ
  - 仮面ライダーパラドクスwith仮面ライダーポッピー
  - 仮面ライダーゲンムVS仮面ライダーレーザー
- ビルド NEW WORLD（2019年） - チーフプロデューサー
  - ビルド NEW WORLD 仮面ライダークローズ
  - ビルド NEW WORLD 仮面ライダーグリス
- ゼロワン Others　(2021年）- チーフプロデューサー
  - ゼロワン Others　仮面ライダー滅亡迅雷
  - ゼロワン Others　仮面ライダーバルカン&バルキリー
- 王様戦隊キングオージャーVSドンブラザーズ / 王様戦隊キングオージャーVSキョウリュウジャー（2024年） - チーフプロデューサー

### ネットムービー
- dビデオスペシャル 仮面ライダー4号（2015年） - プロデュース
- 仮面戦隊ゴライダー（2017年） - プロデューサー
- ドライブサーガ 仮面ライダーブレン（2019年） - チーフプロデューサー[13]
- 仮面ライダーゲンムズ -ザ・プレジデンツ-（2021年） - チーフプロデューサー
- GAME OF SPY（2022年） - チーフプロデューサー
- 仮面ライダーゲンムズ スマートブレインと1000%のクライシス（2022年） - チーフプロデューサー
- 仮面ライダーアウトサイダーズ（2022年 - 2024年） - チーフプロデューサー
- 王様戦隊キングオージャー ラクレス王の秘密（2023年） - チーフプロデューサー

### 書籍
- 小説 仮面ライダードライブ マッハサーガ（2016年、講談社）※監修は長谷川圭一。